# Frédéric Monetti
Frédéric Monetti, né le 1er janvier 1968 à Nice, est un ancien joueur de basket-ball français, évoluant au poste d'intérieur.

## Club

### Joueur
- 1984-1987 :  Nice (Nationale 1)
- 1987-1990 :  Monaco (N1 A)
- 1990-1992 :  Mulhouse (N1 A)
- 1992-1996 :  Lyon (Pro A)
- 1996-1998 :  SLUC Nancy (Pro A)

### Équipe nationale
- Participation au Championnat d'Europe de basket-ball 1987